# Adolfo Natalini
Adolfo Natalini (Pistoia, Toscana, 10 de maig de 1941 - Florència, Toscana, 23 de gener de 2020) va ser un arquitecte, dissenyador i professor universitari italià.
Estudià arquitectura a Florència i el mateix any de la seva graduació, el 1966, fundà amb uns amics el Superstudio, lloc d'experiment i d'avantguarda on un grup de radicals florentins es proposa Natalini va ser un dels fundadors de Superstudio, juntament amb Cristiano Toraldo, iniciant l'anomenada “arquitectura radical”, una de les avantguardes més significatives dels anys seixanta i setanta. A partir del 1979 va iniciar la seva pròpia activitat independent, treballant en projectes per a centres històrics a Itàlia i a Europa, i el 1991 va iniciar l'activitat de Natalini architetti, treballant en una ampliació del Museo dell'Opera del Duomo de Florència. Considerat un dels representants de l'arquitectura radical, exercí com a professor de la facultat d'Arquitectura de Florència, i participà en concursos i obres en ciutats com Frankfurt del Main, Jerusalem, Mannheim, Parma, Bolonya i Florència, on desenvolupà una arquitectura basada en la història, el temps, la memòria i l'"esperit del lloc". Els seus dissenys arquitectònics s'emmarquen dins del corrent Arquitectura postmoderna.
Ex-professor titular de la facultat d'arquitectura de Florència, també va ser membre honorari de la Bda (Bund Deutscher Architekten) i del Faia (Institut d'arquitectes americans honorari), acadèmic de l'Acadèmia de les Arts del Dibuix de Florència, de l'Acadèmia de Belles Arts de Carrara i l'Acadèmia de San Luca.
Entre els seus treballs hi ha els projectes per al R”merberg de Frankfurt i per al Mur de les Lamentacions de Jerusalem, el banc Alzate Brianza, el centre de comptabilitat elèctrica Zola Predosa, la casa de Saalgasse a Frankfurt, el Teatro della Compagnia de Florència. Amb Natalini Architetti, treballà en la reconstrucció del Waagstraat a Groningen, el museu Opificio delle Pietre Dure de Florència, el Dorotheenhof a la Manetstrasse de Leipzig, el Muzenplein a La Haia, el centre comercial Campi Bisenzio, el centre universitari Novoli a Florència, Boscotondo a Helmond, el Centre Universitari de Porta Tufi a Siena, Het Eiland a Zwolle, Haverlej a Den Bosch, el Museo dell'Opera del Duomo i el projecte del Nou Uffizi a Florència.